# Operation i Stilla Havet
Operation i Stilla Havet (engelska: Operation Pacific) är en amerikansk krigsfilm från 1951 i regi av George Waggner.

## Handling
En ubåtsbesättning i Stilla Havet under andra världskriget får problem med torpeder som inte exploderar.

## Rollista i urval
- John Wayne - örlogskapten Duke E. Gifford
- Patricia Neal - fänrik Mary Stuart
- Ward Bond - kommendörkapten "Pop" Perry
- Scott Forbes - löjtnant Larry
- Paul Picerni - Jonesy
- Kathryn Givney - kommendörkapten Steele
- Martin Milner - fänrik Caldwell
- Cliff Clark - kommendör, ubåtsflottan
- Virginia Brissac - syster Anna
- Sam Edwards - Junior